# Historia de Sonora
La historia de Sonora, un estado localizado en el Noroeste de México en Norteamérica, abarca más de 10 milenios. La evidencia de poblaciones humanas se remonta y hace más de 10,000 años. El territorio contaba con algunas culturas indígenas antes del descubrimiento y conquista por los españoles en el siglo XVI.

Nuestra Señora del Rosario, origen disputado del nombre Sonora.

## Nombre
Existen varias teorías posibles para el origen del nombre Sonora. Unas dicen que el nombre se deriva de "Nuestra Señora", el nombre dado al territorio cuando Diego de Guzmán cruzó el río Yaqui el 7 de octubre, el día de Nuestra Señora del Rosario. La pronunciación del nombre pudo haber cambiado en parte porque ninguno de los idiomas indígenas del área tienen el sonido "ñ".
Otra versión dice que Álvar Núñez Cabeza de Vaca y sus compañeros, que encallaron en la Florida y caminaron a través del continente, fueron forzados a cruzar lo que hoy es Sonora de norte a sur, cargando una imagen de Nuestra Señora de las Angustias en una manta. Este grupo se encontró con el pueblo Ópata, que no pudo pronunciar "Señora", y decían Senora o Sonora. 
Una tercera versión, escrita por el padre Cristóbal de Cañas en 1730, dice que el nombre viene de la palabra para un pozo natural de agua, "sonot" que los españoles finalmente modificaron a Sonora. No se conoce a ciencia cierta si alguna de estas historias es verdad. El primero en utilizar el nombre Sonora fue el explorador Francisco Vázquez de Coronado que pasó por el estado en 1540, llamando a parte de la región el "Valle de La Sonora". En 1567, Francisco de Ibarra también viajó a través de la zona y mencionó los "Valles de Señora".

## Periodo prehispánico

La cultura de Casas Grandes influenció a las culturas de la sierra sonorense.

Hay evidencia de la existencia humana en el área desde hace más de 10,000 años, unas de las ruinas más conocidas son las del complejo de San Dieguito en el desierto de El Pinacate. Los primeros humanos fueron cazadores recolectores nómadas que usaban piedras, conchas y herramientas de madera. En gran parte del periodo prehistórico, las condiciones ambientales eran menos extremosas que lo que son hoy en día, la vegetación era similar, pero su distribución era más amplia y densa. 
La agricultura apareció por primera vez cerca de 400 a 200 años antes de nuestra era en los valles ribereños. El uso de la cerámica se desarrolló después del 750 de nuestra era y se diversificó entre los años 800 y 1350, la región tenía villas pequeñas pero socialmente complejas, que estuvieron involucradas en el redes de intercambio bien desarrolladas. Una excepción a esto fue la costa central baja, que nunca adoptó realmente la agricultura. Sonora y gran parte del noroeste de México no se considera parte de Mesoamérica, siendo Guasave en Sinaloa el asentamiento mesoamericano más noroccidental conocido, pero hay evidencia de que hubo intercambio comercial entre los pueblos de Sonora y Mesoamérica. 
Se distinguen tres culturas distintas que se desarrollaron en las áreas bajas del estado cerca de la costa, llamadas la cultura de Trincheras, la cultura de Huatabampo y la cultura de la Costa Central. La cultura de Trincheras data de entre el año 750 y el 1450 y es conocida principalmente por sitios en los valles de Altar, Magdalena y Concepción, pero su rango se extendió desde el Golfo de California hacia el norte de Sonora. 
La cultura se llama así por las trincheras que se encuentran en varios de los sitios arqueológicos, el más conocido de ellos es el Cerro de Trincheras. La cultura de Huatabampo se centra en el sur de la de Trincheras a lo largo de la costa, con sitios a lo largo de lagunas extintas, estuarios y valles ribereños. La cerámica es distintiva. La cultura muestra similitudes con los Chametla en el sur y con los Hohokam en el norte. Probablemente desapareció cerca del año 1000. A diferencia de las otras dos culturas, la de la Costa Central permaneció una cultura de cazadores recolectores, pues el área carece de recursos para la agricultura. 
Las elevaciones más altas del estado estuvieron dominadas por las culturas del Río Sonora y de Casas Grandes. La cultura del Río Sonora se localiza desde el centro de Sonora hasta el área de la frontera con el Sinaloa de hoy en día. Aún no se determina una fecha para el inicio de esta cultura pero probablemente desapareció a comienzos del siglo XII. La cultura de Casas Grandes en Sonora era una extensión de aquella basada en el actual estado de Chihuahua, y este pueblo extendía su influencia hacia la parte serrana de Sonora. 
Cambios climáticos a mediados del siglo XV resultaron en un incremento de la desertificación en Sonora y en el noroeste de México en general. Esta es la causa probable del decremento drástico en el número y tamaño de los asentamientos a principios de este tiempo. Aquellos pueblos que permanecieron en el área volvieron a tener una organización social y estilo de vida menos complejo. Cualquier organización social compleja que existió en Sonora antes de los españoles ya había desaparecido mucho antes del siglo XVI.

## Periodo Virreinal

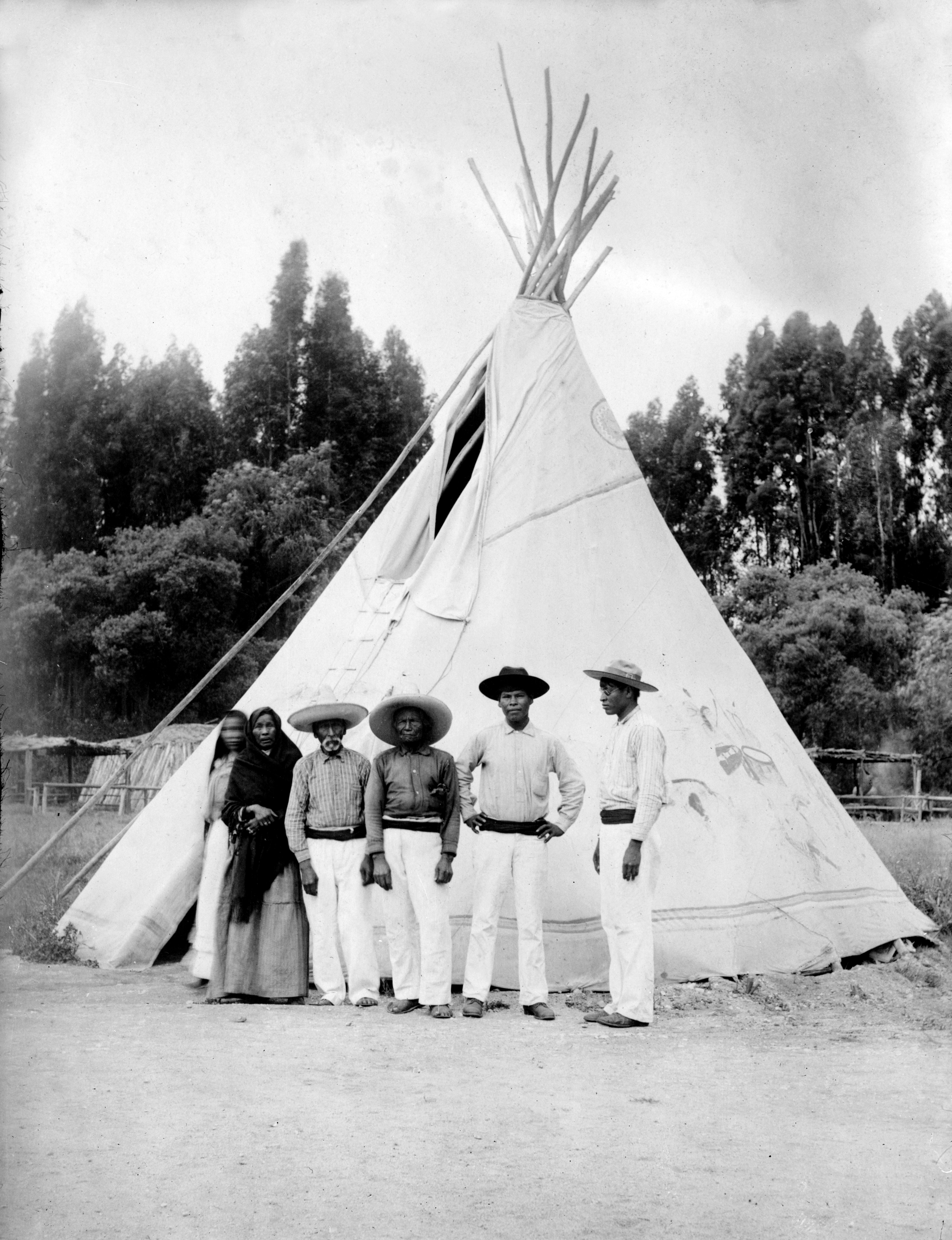
La tribu Yaqui, es conocida por su resistencia constante a los extranjeros, incluidos los europeos.

Hay poca información confiable sobre el área en el siglo XVI, de hecho solo hay rumores no comprobables desde luego, en este sentido se ha llegado a manejar la idea de que poco tiempo después de la conquista española del Imperio Azteca, que hubo un primer asentamiento, o intento de ello, español que lo habría realizado Álvar Núñez Cabeza de Vaca en 1530, y que lo hizo cerca de la región de Huépac, sin embargo Núñez Cabeza de Vaca no habría podido hacerlo porque si bien en 1528 formando parte de los expedicionarios del Cap. Pánfilo de Narváez, fue uno de los 4 de 600 españoles que sobrevivieron de milagro, ya que los indígenas asesinaron a los 596 españoles, luego en 1534 Narváez encontró a los otros 3 sobrevivientes y así unidos emprendieron su muy larga marcha hacia el Occidente, siguiendo la costa del Golfo de México, para luego adentrarse tierra dentro, siguiendo su curso corriente arriba, y más o menos por la actual región de Piedras Negras, Coahuila tomaron rumbo al Suroeste, rodeando montañas, logrando llegar a las costas del Océano Pacífico, en un derrotero que les tomó 6 años, en el que solo había el propósito de llegar a tierras controladas por los españoles, a los que reencontró en el año 1536 en Sinaloa actual, por lo tanto no habría podido, ni siquiera tener la idea de fundar un pueblo . Otros dicen que Francisco Vázquez de Coronado fundó una villa a orillas del Río Yaqui en 1540 en su camino hacia el norte. 
Otra versión se enfoca en que la primera presencia española en el territorio de Sonora habría sido hasta el año 1614, cuando se dio la primera incursión hecha por misioneros Pedro Méndez y Andrés Pérez de Ribas,  quienes llegaron a las tierras de los mayos, y con los cuales iniciaron el proceso de evangelización, sin embargo para fundar un pueblo o una villa era necesario contar con gente y recursos materiales y económicos, lo cual lo misioneros no habrían podido tener a su disposición . 
A diferencia de Mesoamérica en el centro de México, no había centralización social o económica en el área de Sonora, debido al colapso de los centros de población en el siglo XV. Las cinco culturas del pasado se habían dividido en varias etnias fracturadas. No había un imperio u otro sistema que cooperara con los españoles con propósitos de dominio. Además, hubo resistencia yaqui al entrometimiento español en sus tierras, lo cual mantuvo a los españoles fuera del área hasta el siglo XVI. A pesar de que hubo exploración del área con las expediciones del siglo XVI, no fue posible un asentamiento español permanente hasta el establecimiento del sistema de misiones. 
Los padres jesuitas comenzaron a trabajar en el área de Sonora en los 1610 en las áreas bajas cerca de la costa. Originalmente, estos misioneros trabajaron en compromiso de paz con los 30,000 yaquis de la región, lo que permitió el establecimiento de más de cincuenta asentamientos de misión en los valles de los ríos sonorenses. Esto se vino abajo cuando los jesuitas se opusieron a los chamanes nativos que comunicaban a los vivos con los muertos. Los ópatas recibieron mejor a los misioneros y se aliaron con ellos. Después de esto, los jesuitas comenzaron a moverse en los territorios de los pima y de los Tohono O'odham. El trabajo de exploración y misiones español fue suficiente para considerar al territorio parte de la Nueva España. Un acuerdo entre el general Pedro de Perea y el virrey de la Nueva España resultó en la formación general de la provincia, llamada originalmente Nueva Andalucía en 1637, pero renombrada Sonora en 1648. 
El misionero más famoso de Sonora, así como en gran parte de lo que hoy es el suroeste de los Estados Unidos, es el jesuita italiano, Eusebio Francisco Kino, más conocido como El Padre Kino. Llegó a Sonora en 1687 y comenzó su trabajo en el área de la Pimería Alta de Sonora y Arizona. Fundó su primera misión en Cucurpe, después estableció iglesias y misiones en otras villas tales como Los Remedios, Ímuris, Magdalena, Cocóspera, San Ignacio, Tubutama, Caborca y otras. Además introdujo técnicas agrarias europeas entre los indígenas de los territorios donde predicaba. Murió en 1711 en Magdalena. 
La atracción inicial de Sonora para los españoles fue las tierras de cultivo fértiles a lo largo de los valles de los ríos y su posición como parte de un corredor que comunicaba los valles del centro de México con la costa del Pacífico hacia Arizona y puntos más al norte. Este corredor todavía existe en forma de la Carretera Federal 15. Después del establecimiento del sistema de misiones llegaron los colonizadores españoles. La respuesta de los grupos originarios fue una mezcla de alojamiento y violencia, pues se utilizaron estrategias diferentes por grupos diferentes en tiempos diferentes. La violencia esporádica, que continuaría a lo largo del periodo colonial, resultó en la construcción de Presidios y otras fortificaciones para proteger las misiones y otros asentamientos de españoles por parte de los mismos. A pesar de que el proceso de colonización no fue especialmente violento, el impacto en los indígenas del área fue grave, pues interrumpió casi por completo sus vidas altamente independientes, forzándolos a conformarse con un sistema centralizado extranjero. Una consecuencia de esto fue el alcoholismo entre la población nativa. 

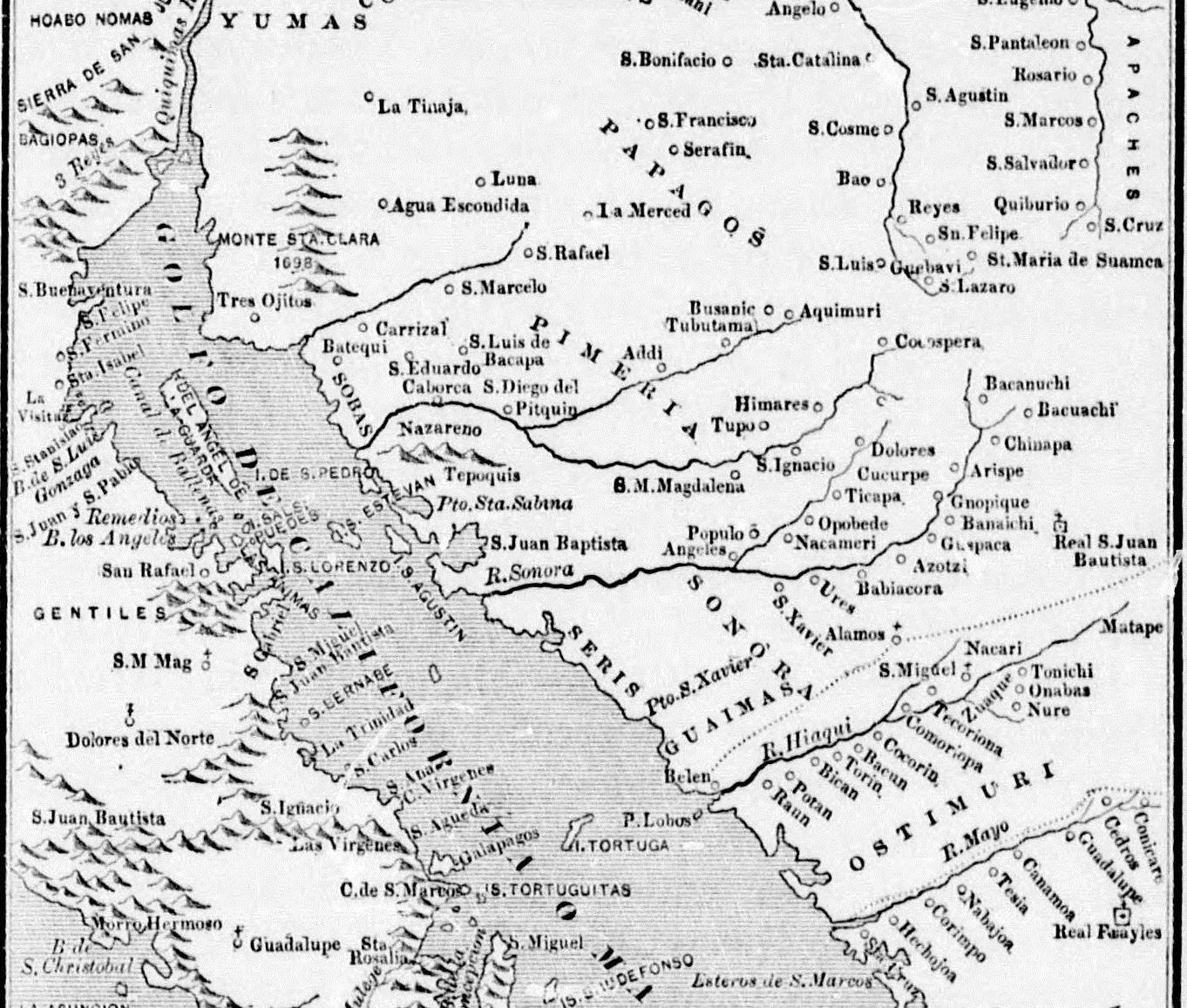
Mapa de Sonora y Baja California de 1757, hecho por el padre Miguel Venegas.

En 1691, lo que ahora son los estados de Sonora y Sinaloa fueron unidos en una entidad llamada Provincias de Sonora, Ostimuri y Sinaloa. Permanecerían como tal por el resto del periodo colonial hasta 1823. En esta fecha, había cerca de 1,300 pobladores españoles en el área. La colonización se incrementó en el siglo XVIII, en especial de 1700 a 1767, cuando se descubrieron depósitos minerales, en especial en Álamos. Esto llevó al establecimiento de varios campos mineros controlados por la realeza, lo que obligó a muchos nativos a abandonar sus tierras de cultivo. La pérdida de dichas tierras a lo largo de los ríos Yaqui y Mayo llevó a un levantamiento nativo durante este periodo. Una rebelión seri importante tuvo lugar en el área costeña entre 1725 y 1726, pero el levantamiento más grande fue de los Yaquis y Mayos de 1740 a 1742 con el objetivo de expulsar a los españoles. Parte de la razón para la rebelión fue que los jesuitas así como los españoles laicos estaban explotando a los indígenas. Esta rebelión destruyó la reputación del sistema de misiones jesuita. En 1748 ocurrió otra rebelión seri, con apoyo de los Pimas y los Tohono O'odham y duró hasta los 1750. Esto mantuvo en desarreglo la situación de los asentamientos. En el norte de México la población estaba aproximadamente dividida en mitad indígena y mitad española, cerca de un cuarto de la población indígena vivía en Sonora por sí solo. 
En 1767, el rey de España, Carlos III, expulsó a los jesuitas de los territorios controlados por los españoles, terminando así el sistema de misiones. A finales del Siglo XVIII, Sonora junto con Sinaloa formaron parte de la Intendencia de Arizpe en la Nueva España, que fue la división territorial que antecedió al Estado de Occidente.

## La independencia
El periodo colonial terminó en Sonora con la Guerra de Independencia mexicana de 1810 a 1821; sin embargo, Sonora no estuvo directamente involucrada en la guerra. La independencia llegó en forma de decreto. Un resultado positivo de la independencia fue que permitió el desarrollo económico. La antigua provincia de Sonora y Sinaloa fue dividida en 1823 para formar los estados de Sonora y Sinaloa, estableciéndose la capital sonorense en Ures. Sin embargo, se reunificarían otra vez en 1824 y permanecerían así hasta 1830, a pesar del hecho de que Sonora fue declarado como estado en la constitución mexicana de 1824. Sonora se separó nuevamente en 1831, cuando escribió su primera constitución estatal, que puso la capital en Hermosillo. En 1832, la capital se movió a Arizpe. La batalla entre conservadores, que querían un sistema de gobierno centralizado, y los liberales, que querían un sistema federalista, afectó al estado así como al resto del país durante el siglo XIX. En 1835, se instituyó un gobierno centralista basado en lo que se conoció como Bases Constitucionales. Fueron seguidas por las llamadas Siete Leyes Constitucionales, que permanecieron en efecto hasta 1837. Pues en diciembre de ese mismo año, el General José de Urrea proclamó en Arizpe el restablecimiento de la constitución de 1824 (que contenía un sistema federal, como el de Estados Unidos), apoyada inicialmente por el gobernador Manuel Gándara. Sin embargo, para el resto del país, Gándara y los gobernadores que le siguieron apoyarían un gobierno centralizado, lo que llevó a inestabilidad política en el estado. En 1838, la capital se regresó a Ures. 
Las tierras fértiles de los mayos y de los yaquis continuaron atrayendo extranjeros durante el siglo XIX. Ahora estos eran mexicanos en vez de españoles, y a finales del siglo era un foco de atención para norteamericanos. Sin embargo, el área recibió grandes cantidades de europeos (en especial alemanes, italianos y rusos); gente del Medio Oriente (principalmente libaneses y árabes sirios) e inmigrantes chinos a finales del siglo XIX, que trajeron nuevas formas de agricultura, minería, ganadería, procesos industriales, herrería y textiles. 
La guerra de Estados Unidos-México trajo solo una confrontación militar importante entre las fuerzas mexicanas y estadounidenses, pero las consecuencias serían graves para el estado. En octubre de 1847, el buque de guerra Cyane asedió la bahía de Guaymas, lo que resultó en el control estadounidense de esta parte de la costa dese entonces y hasta 1848. Cuando terminó la guerra, Sonora perdió 339,370 hectáreas de su territorio a los Estados Unidos a través del tratado de Guadalupe Hidalgo. Además de eso, la guerra arruinó la economía estatal. Sonora perdería más territorio en los 1850, a través del Tratado de La Mesilla. 
Antes de la guerra, Sonora era la entidad más grande de México. La debilidad del área en la etapa posterior a la guerra la hizo susceptible a bucaneros tales como William Walker,, Gaston de Raousset-Boulbon y Henry Alexander Crabb que atacaron los puertos sonorenses tales como Guaymas y Caborca. Sin embargo, la mayoría de los ataques fueron repelidos. La economía no se volvería a recuperar de la guerra hasta finales de 1850, cuando Ignacio Pesqueira se convirtió en gobernador y atrajo la inversión extranjera al estado, en especial en el sector minero, así como trabajó para crear un mercado exterior para los productos agrícolas de Sonora. 
Durante la intervención francesa en México, Sonora fue invadido por tropas francesas como parte de su esfuerzo para instalar una monarquía en México bajo Maximiliano I. El puerto de Guaymas fue atacado por fuerzas bajo Armando Castagny, lo que forzó a las fuerzas mexicanas al mando de Pesqueira y el General Patoni a retirarse al norte de la ciudad. Las tropas francesas atacaron a los mexicanos de nuevo en un lugar llamado La Pasión, resultando nuevamente en la derrota de la resistencia mexicana. Los franceses no fueron derrotados en el estado hasta la Batalla de Guadalupe de Ures en 1866 por Pesqueira, Jesús García Morales y Ángel Martínez. Poco después de esto, se escribió la constitución actual del estado en 1873, y su capital sería movida permanentemente a Hermosillo. 

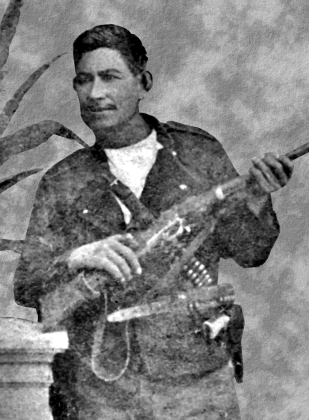
Cajeme, líder de la resistencia yaqui.

Durante el régimen de Porfirio Díaz a finales del siglo XIX y a principios del XX, se promovieron cambios económicos significativos. Estos cambios generaron un rápido crecimiento económico, que tuvo profundas consecuencias políticas y sociales. Sonora, junto con el resto de los estados fronterizos del norte incrementaron rápidamente en importancia. El desarrolló del sistema de ferrocarril integró la economía estatal con la nacional, y también tuvo un efecto de mayor control federal en todo el territorio de México. Después de 1880, el sistema de rieles atravesó el norte hacia los Estados Unidos, el cual sigue siendo una parte importante de las relaciones económicas entre ambos países. 
A pesar de eso, los cambios también permitieron a extranjeros y a ciertos mexicanos apoderarse de grandes zonas de terrenos en México. En Sonora, Guillermo Andrade controlaba 1,570,000 hectáreas, Manuel Peniche y el estadounidense William Cornell Greene tenían cerca de 500,000. Los dueños extranjeros de la industria también tendían a traer a trabajadores extranjeros, incluso de Asia. La inmigración china a Sonora comenzó en este periodo, y los chinos pronto se convirtieron en una fuerza económica a medida que construyeron pequeños negocios que se esparcirían donde sea que hubiera desarrollo económico en el estado. 
La apropiación de la tierra tanto para la agricultura como la minería, puso nueva presión sobre los Yaquis y otros pueblos nativos de Sonora. La resistencia Yaqui hasta este punto les había dado un control bastante autónomo de una porción del estado, y mantenían su sistema de agricultura lo largo del Río Yaqui. 
La invasión de esta tierra llevó a levantamientos y a una guerra de guerrillas por parte de los yaquis después de 1887. En 1895, los gobiernos federal y estatal comenzaron a reprimir violentamente a los yaquis y comenzaron a expulsar a los yaquis capturados a plantaciones en el sureste de México, especialmente las plantaciones de henequén en la península de Yucatán. La resistencia yaqui continuó bien entrado el siglo XX, y las expulsiones alcanzaron un pico entre 1904 y 1908, en cuyo punto, cerca de un cuarto de esta población había sido mandada fuera del estado. Algunos más fueron forzados a escapar a Arizona.

## ElsigloXX

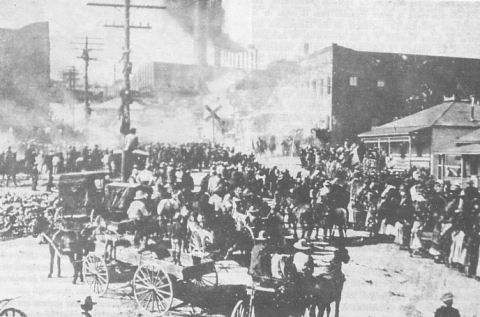
Imagen de la huelga de mineros de Cananea de 1906.

Las políticas del gobierno de Porfirio Díaz no solo causaron resentimiento entre los yaquis, sino también en el resto de Sonora y el país. Uno de los antecedentes de la Revolución mexicana fue la huelga de Cananea de 1906, que buscaba negociaciones con el dueño minero estadounidense William C. Greene, pero este se negó a reunirse con los cerca de 2,000 huelguistas. La huelga se volvió violenta rápidamente cuando los mineros trataron de tomar control de la mina e intercambiaron disparos. 
Greene apeló a las tropas federales, pero cuando fue obvio que no llegarían a tiempo, apeló a Arizona y al gobierno sonorense para que permitiera ayudar a los voluntarios de Arizona. Esto incrementó la escala de la violencia. Cuando las tropas federales mexicanas llegaron dos días después, pusieron un fin brutal a todo, con la ejecución de los sospechosos de liderar la huelga. De tal suerte que la huelga hizo crecer el resentimiento hacia Díaz, y no disminuir las huelgas en otras zonas del país.
A finales de 1910, estalló la Revolución mexicana y Díaz fue rápidamente depuesto del cargo, el resto de la guerra determinaría quién se quedaría en el poder después de esto. El entonces gobernador de Coahuila, Venustiano Carranza, buscó refugio en Sonora, y se convirtió en uno de los protagonistas principales durante el resto de la guerra, con su base de operaciones principal en Hermosillo. Varios de los líderes revolucionarios que se unieron a Carranza en Sonora no venían de raíces humildes sino de hacendarios de la clase media alta, dueños de comercios, trabajadores de rancho, maestros; a diferencia de los terratenientes, dueños a gran escala de tierras y la élite porfiriana. Después de que Díaz fue removido del cargo, Carranza estaba en disputa por el poder en contra de Álvaro Obregón y otros. Los yaquis se unieron a las fuerzas de Álvaro Obregón después de 1913. 

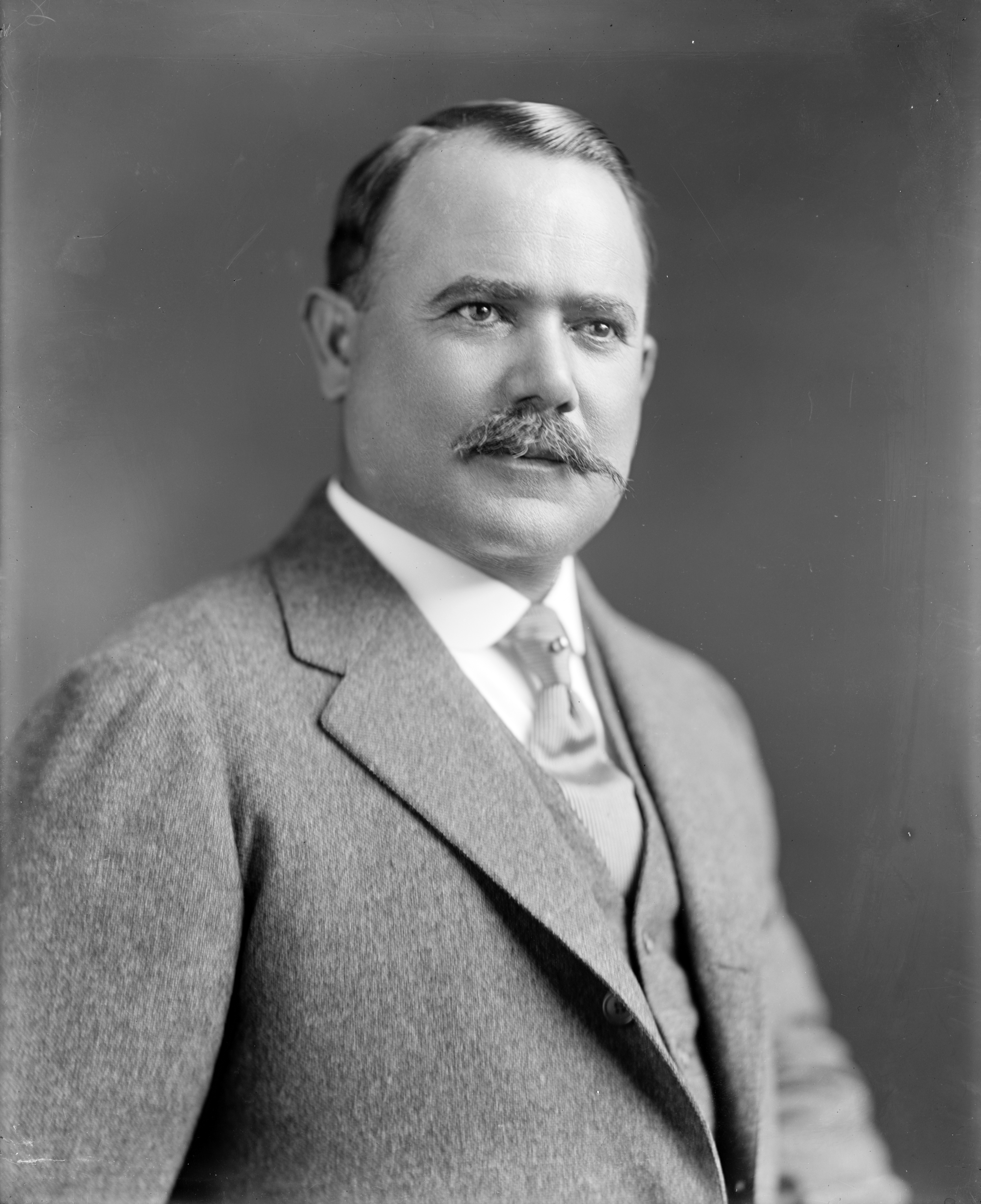
Álvaro Obregón, importante partícipe de la Revolución mexicana originario de Sonora.

Para 1920, Carranza era presidente de México, pero se encontró en conflicto con Obregón y otros. Carranza intentó suprimir la oposición política en Sonora, lo que llevó a la firma del Plan de Agua Prieta por Obregón y sus aliados (principalmente Abelardo L. Rodríguez, Benjamín Hill y Plutarco Elías Calles), que formalizaba el desconocimiento del gobierno de Carranza por este grupo. Este movimiento pronto vino a dominar la situación política mexicana, pero causó inestabilidad política generalizada. Obregón triunfó en quitar a Carranza del cargo y convertirse en el siguiente presidente de México. Para las elecciones presidenciales de 1924, Obregón escogió a Plutarco Elías Calles como sucesor, que también era un líder revolucionario de Sonora. Esto terminó de manera efectiva la guerra, pero las hostilidades habían destruido nuevamente la economía sonorense. De 1920 a principio de los 1930, cuatro sonorenses ocuparían la presidencia de la república, Adolfo de la Huerta, Álvaro Obregón, Plutarco Elías Calles y Abelardo L. Rodríguez. 
Los chinos llegaron primero a Guaymas a finales del siglo XIX y se congregaron ahí y en Hermosillo. En las décadas siguientes, se mudarían a comunidades crecientes como Magdalena y Cananea. En vez de trabajar en los campos, la mayoría empezaron sus propios pequeños negocios, relacionándose con otros chinos. Estos negocios abarcaron una amplia gama de industrias desde manufactura hasta ventas de casi cualquier tipo de mercancía.
Los chinos en Sonora no solo se convirtieron en exitosos comerciantes, también obtuvieron el control de los negocios pequeños en muchas zonas del estado. Para 1910, la población china en Sonora era de 4 486 de una población total de 265 383 habitantes, lo que los convertía en la presencia extranjera más grande en el estado, superando a los estadounidenses, que eran 3 164 habitantes. Casi ninguno era mujer pues solo había 82 mujeres chinas en todo el país en ese tiempo. La población china alcanzó un pico en 1919 con 6 078 personas, igualmente con casi ninguna mujer china.  
Comenzó rápidamente un resentimiento hacia el éxito chino, pero se incrementó aún más durante la Revolución mexicana pues muchos chinos prosperaban a pesar de la guerra y se perpetuaron ataques en su contra. La primera campaña organizada antichina en Sonora comenzó en 1916 en Magdalena. Una campaña más seria empezó en 1925, exigía su expulsión del estado. Las expulsiones masivas se llevaron a cabo principalmente en Sonora y Sinaloa, en parte por sus grandes poblaciones ahí, pero en todo México se deportaron chinos, a veces con sus esposas e hijos mexicanos. Algunos fueron deportados directamente a China pero muchos otros fueron forzados a entrar a los Estados Unidos a través de la frontera con Sonora, incluso cuando había todavía leyes de discriminación allí. El gobernador de Sonora, Rodolfo Elías Calles fue el responsable de la expulsión de la mayoría de las familias sino-mexicanas hacia el territorio de los EUA. A pesar de los problemas diplomáticos que causó esto, Elías Calles no dejó de expulsar a estas familias sino hasta que él mismo fue expulsado de Sonora. Sin embargo, para entonces casi todos los sino-mexicanos de Sonora habían desaparecido. Para el censo de 1940, solo quedaban 92 chinos viviendo en Sonora, y más de dos tercios de ellos habían adquirido la nacionalidad mexicana. Esto tuvo la consecuencia no planeada de casi colapsar la economía sonorense.
Los esfuerzos de modernización y desarrollo económico iniciados en el Porfiriato continuarían a lo largo de la Revolución y por el resto del siglo XX. A finales del siglo XIX y a principios del XX, el proceso de llevar electricidad incrementó ampliamente la demanda de cobre, lo que trajo consigo un gran aumento en la minería de Sonora. Cananea creció muy rápidamente de una villa de 900 a una ciudad de 20 000 habitantes. También ocasionó una red de caminos, vías de tren y otras conexiones a lo largo de la frontera. Sin embargo, el desarrollo organizado de la agricultura estatal se detuvo por la Revolución, la Gran depresión y otros problemas políticos. 
En el decenio de 1930, Sonora se benefició de varias políticas nacionales enfocadas al desarrollo de ciudades en la frontera con los Estados Unidos y por la construcción de varias presas para ayudar al desarrollo de la agricultura y la demanda de agua general. En los 1940 comenzaron reformas agrícolas importantes en el área del Río Mayo, cuando se limpió el delta de vegetación natural y se convirtió en tierras de cultivo. Se aseguró el agua para estas granjas con la construcción de la Presa Mocúzari a cerca de 24 kilómetros de Navojoa. Cuando se terminó en 1951, había un sistema de canales, pozos y carreteras para apoyar la agricultura a gran escala para su exportación.
En la última mitad del siglo XX, la población del estado ha crecido y se ha incrementado la inversión extranjera debido a su localización estratégica cerca de la frontera y su puerto de Guaymas. Esto ha permitido el desarrollo de infraestructura moderna como carreteras, puertos y aeropuertos, lo que hace del estado uno de los mejores conectados del país. En 1964 se construyó un puente sobre el río Colorado para enlazar a Sonora con la vecina Baja California. Un sector importante de la economía ha sido la industria, que trajo consigo la planta Ford en Hermosillo y varias plantas de ensamble llamadas maquiladoras en la frontera con los Estados Unidos. Uno de los sectores de la economía con mayor crecimiento ha sido el turismo, en especial en la costa, esto ha llevado al surgimiento de infraestructura hotelera, en especial en Puerto Peñasco.
Por la mayor parte del siglo XX, México estuvo dominado por un partido político, el Partido Revolucionario Institucional. El descontento con este sistema uni-partidista se volvió generalizado en los estados del norte de México, incluido Sonora. Ya en 1967, un partido competente, el Partido Acción Nacional ganó control del gobierno de la ciudad capital de Sonora, Hermosillo. El PAN obtuvo importantes victorias municipales en el estado en 1982, que el presidente Miguel de la Madrid del PRI se vio forzado a tolerar, pero se negó a reconocerlos. El crecimiento de la fuerza del PAN en los 1980 obligó al PRI a nominar candidatos que fueran similares a los del PAN, exitosos ejecutivos de negocios que favorecían la liberación económica por encima del estatismo tradicional del estado mexicano, que era preferido en el norte del país. El PRI ganó la contienda por la gubernatura en 1985, pero estuvo enormemente reñida, con evidentes problemas de fraude.
En los 1990, las autoridades sonorenses procesaron realmente a algunos operadores del PRI que fueron capturados manipulando los resultados electorales. Esto, junto con otros eventos en el país llevaría finalmente al término del sistema unipartidista cuando Vicente Fox fue elegido presidente en 2000. Desde entonces el PAN ha tenido una fuerza importante en el norte del país, siendo superado por tan solo un punto porcentual en las elecciones estatales de 2003, pero Sonora no tuvo su primer gobernador panista sino hasta 2009, con la elección de Guillermo Padrés Elías.

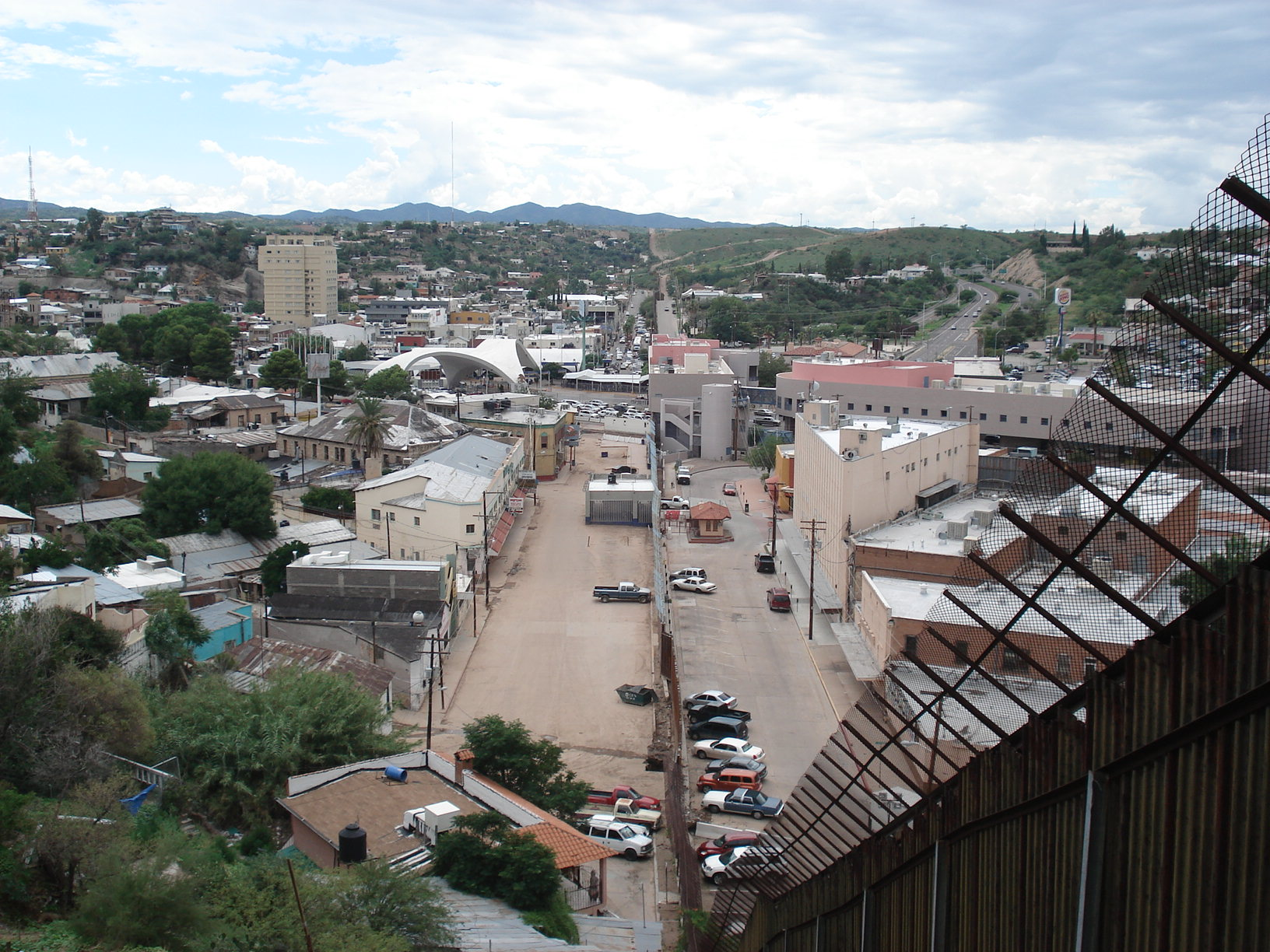
Cerco fronterizo en Nogales.

La frontera de Sonora con Arizona comenzó a recibir atención en 2000, con el incremento de los cruces ilegales y el contrabando de drogas, en especial en las áreas rurales cerca de Naco, que es una de las rutas principales hacia los Estados Unidos. 
A comienzo de los 1990, el incremento de la vigilancia fronteriza y la construcción de vallas metálicas en California y Texas disminuyeron el número de cruces ilegales de manera significativa en estos dos estados. Esto obligó a los inmigrantes ilegales a tomar las zonas desérticas más peligrosas en Arizona y Nuevo México; que vieron un incremento en el número de cruces ilegales.
En 2010, cuarenta y cinco por ciento de las muertes de migrantes ocurrieron en el lado de la frontera de Arizona. De acuerdo con autoridades arizonenses, 2010 fue un año récord para el número de muertes en Arizona de gente cruzando la frontera ilegalmente desde Sonora, se encontraron los cuerpos de 252 personas entre los desiertos en la frontera de Nuevo México y California. Esto rompió el récord anterior de 234 en 2007, con cerca de 2000 encontrados en esta área desde 2001. Sin embargo, las autoridades mexicanas declaran que estos números son más grandes, con más de 400 muertes en los desiertos de Arizona en 2005 únicamente.